# اسکی‌شهر
اِسکی‌شَهر (به ترکی: Eskişehir) مرکز استان اسکی‌شهر ترکیه است. این شهر به خاطر دو دانشگاه آناتولی و عثمان‌قاضی یک شهر دانشجویی شده‌است. رود پُرسوک از میان این شهر می‌گذرد.
اسکی‌شهر به این خاطر که میان دو شهر بزرگ ترکیه یعنی آنکارا و استانبول واقع شده‌است از موقعیت راهبردی و اقتصادی خوبی بهره‌مند است؛ از این‌رو کارخانه‌ها و شرکت‌های بزرگی در محدوده شهر و در قالب شهرک صنعتی مستقر شده‌اند. به علت موقعیت اقتصادی آن خط قطار تندرو آنکارا و استانبول از اسکی‌شهر می‌گذرد و مدت سفر بین آنکارا و اسکی‌شهر را که با اتوبوس ۳ ساعت است به یک ساعت و ۲۰ دقیقه کاهش داده‌است.
مرکز تست هوش ترکیه در تحقیقاتی مدعی شد که در سال ۲۰۲۴، اهالی این شهر، از بالاترین میانگین سطح آی‌کیو در میان شهرهای ترکیه برخوردار هستند.

## تاریخچه
نام این شهر از واژه ترکی «اسکی» به معنی قدیمی به اضافه شهر فارسی تشکیل شده و به معنی شهر کهن است. این شهر را فریگی‌های هندواروپایی در حدود دست‌کم هزار سال پیش از میلاد مسیح بنیاد کردند. گرچه دیرینگی آن تا ۴ هزار سال پیش نیز برآورد شده‌است.
شهر کنونی در حدود یک مایل از شهر باستانی فریگی (دوریلیوم) قرار دارد. بسیاری از آثار و تندیس‌های فریگیه‌ای هنوز در موزه باستان‌شناسی شهر یافت می‌شود. اسکی‌شهر از تولیدکنندگان اصلی سنگ کف دریا است و موزه‌ای مربوط به این سنگ در این شهر قرار دارد. سنگ کف دریا برای ساخت لوله‌های مرغوب با کیفیت بالا استفاده می‌شود.
در قرن چهارم پس از میلاد، شهر حدود ده کیلومتر به سمت شمال شرقی جابه‌جا شد، یعنی از محلی به نام جدید قراجه‌حصار به شهرهویوق.
بسیاری از جغرافی‌دانان باستان دوریلیوم را یکی از زیباترین شهرهای آناتولی توصیف می‌کردند. مانند بسیاری از شهرهای آناتولی، مسیحیت پس از قانونی شدن این دین در امپراتوری روم توسط کنستانتین بزرگ وارد منطقه شد. از آغاز قرن چهارم، نوشته‌هایی در مورد اسقف‌های این شهر وجود دارد و یکی از این اسقف‌ها، یوسبیوس، در شکل‌گیری عقاید در حال تکامل جزم‌اندیشی دینی کلیسای مسیحی نقش برجسته‌ای داشته‌است. این شهر در دوره یونانی همچنان دوریلیوم نام داشت و در زمان سلجوقیان به آن سلطان‌اُنو گفتند.
در سال ۱۰۹۷ در این محل نبردی رخ داد که طی آن صلیبیون در جنگ اول خود قلج ارسلان یکم را شکست دادند. این شهر بعداً در سال ۱۱۷۶ یا قرن سیزدهم به دست ترک‌ها افتاد.

## فرهنگ

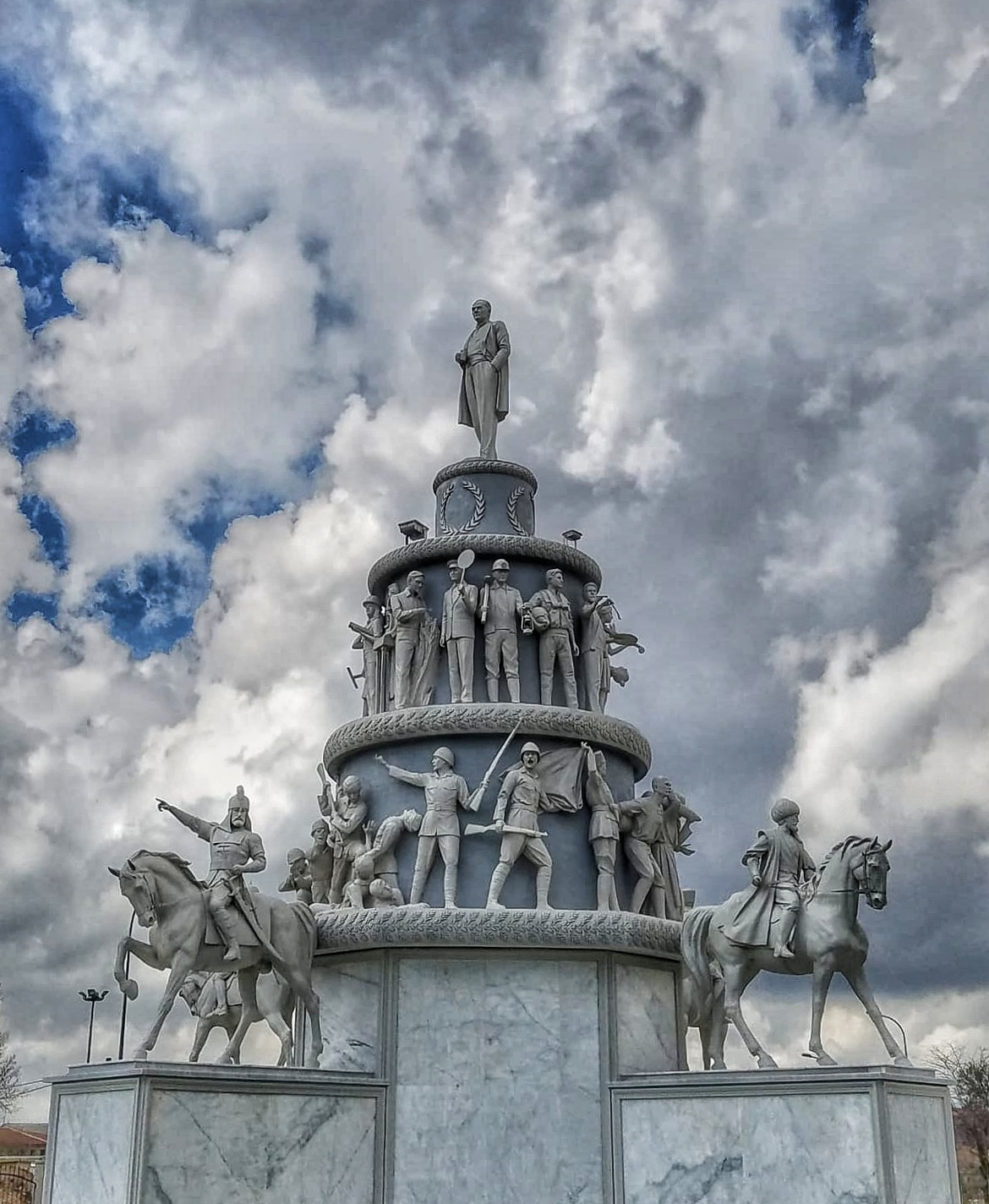
یادمان اولوس (مردم)، نمادی به یادبود آتاترک.

این شهر دارای جمعیت قابل توجهی از تاتارهای کریمه است. همچنین ترک‌تباران مهاجر از کشورهای بالکان مانند بلغارستان، رومانی، بوسنی، مقدونیه شمالی و منطقه سنجاک صربستان را که در دوره‌ای به توسعه صنایع فلزکاری شهر کمک کردند، به خود جذب کرده‌است.
اسکی‌شهر همچنین میزبان اولین مسابقه آواز ترکویزیون در سال ۲۰۱۳ بود که هدف آن برجسته کردن موسیقی و هنرمندان از مناطق مختلف ترک‌زبان است. این شهر همچنین محل موزه موزه‌های جهان است. موزه‌های دیگر این شهر عبارتند از: موزه باستان‌شناسی اِتی، موزه هوانوردی، موزه سنگ کف دریا، موزه استقلال، موزه هنر شیشه‌ای معاصر، موزه ماشین تحریر تیفون طالب‌اغلو، موزه موم یلماز بویوک‌اَرشن و موزه معاصر اودون‌پازاری.
در اسکی‌شهر سه دانشگاه وجود دارد: دانشگاه آنادولو، دانشگاه عثمان‌غازی اسکی‌شهر و دانشگاه فنی اسکی‌شهر. دانشگاه آنادولو علاوه بر تحصیل حضوری در پردیس‌های خود، دوره‌های دانشگاه آزاد را از طریق پخش تلویزیونی در دهه ۱۹۸۰ آغاز کرد.
باشگاه فوتبال اسکی‌شهراسپور که در سال ۱۹۶۵ تأسیس شده در لیگ دسته اول فوتبال ترکیه بازی می‌کند. مقر این باشگاه، ورزشگاه آتاترک اسکی‌شهر است.

## اقتصاد
اقتصاد این شهر که به‌طور سنتی به آسیاب کردن آرد و آجرپزی وابسته بود، با ساخت کارگاه‌های راه‌آهن در سال ۱۸۹۴ برای کار در راه‌آهن برلین–بغداد اقتصاد شهر نیز گسترش یافت. از سال ۱۹۲۰، اسکی‌شهر یکی از مکان‌های اصلی برای استخراج سنگ کف دریا بود. در آن زمان، بیشتر کانسارهای منطقه در اختیار دولت بود.
دوریم (Devrim)، اولین خودروی ترکیه‌ای، در سال ۱۹۶۱ در کارخانه تولومساش در اسکی‌شهر تولید شد. دوریم هرگز به تولید انبوه نرسید و در سطح بررسی‌های اولیه باقی ماند و نمونه‌های آن را می‌توان در کارخانه تولومساش این شهر مشاهده کرد. علاوه بر این، اولین لوکوموتیو بخار ترکیه به نام کاراکورت نیز در سال ۱۹۶۱ در کارخانه تولومساش تولید شد. اسکی‌شهر همچنین محل اولین صنعت هوانوردی ترکیه (مرکز تعمیر و نگهداری تجهیزات هوانوردی) بود و پایگاه هوایی آن مرکز فرماندهی اولین نیروی هوایی تاکتیکی ترکیه در جناح جنوبی ناتو در طول جنگ سرد بود.
اسکی‌شهر امروزه کامیون، لوازم خانگی، لوکوموتیو، موتورهای هواپیماهای جنگنده، تجهیزات کشاورزی، منسوجات، آجر، سیمان، مواد شیمیایی، سنگ فرآوری شده کف دریا و شکر تصفیه‌شده تولید می‌کند. اتی، یکی از بزرگترین برندهای مواد غذایی ترکیه (بیشتر تولیدکننده انواع بیسکویت، شکلات و آب نبات) در اسکی‌شهر مستقر است. آرچلیک، از تولیدکنندگان عمده لوازم خانگی و لوازم الکترونیکی مصرفی ترکیه، یکی از کارخانه‌های تولید خود را در اسکی‌شهر مستقر کرده‌است.
اسکی‌شهر اولین بخش از راه‌آهن سریع‌السیر در ترکیه از سمت آنکارا بود. حدمات این مسیر به خاطر کاهش زمان سفر، مسافرت و تجارت بین اسکی‌شهر و آنکارا را بهبود بخشیده‌است. جی‌کی‌ان، از تأمین‌کنندگان بزرگ جهانی قطعات خودرو و سیستم‌های انتقال قدرت خودروهای سواری و تجاری، کارخانه‌ای در اسکی‌شهر دارد. این شهر توسط فرودگاه آنادولو پوشش خطوط هوایی دارد.

## دیدنی‌ها
بیشتر اسکی‌شهر امروزی پس از جنگ استقلال ترکیه (۱۹۱۹–۱۹۲۳) بازسازی شد، اما تعدادی از بناهای تاریخی مانند مسجد کورشونلو در آن باقی مانده‌است. مکان باستان‌شناختی شهر باستانی فریگی دوریلیوم نزدیک به اسکی‌شهر است. اسکی‌شهر به خاطر چشمه‌های گوگردی طبیعی خود مورد توجه است.
یکی از ۵ مسجد قدیمی ترکیه که در فهرست میراث جهانی قرار گرفته است،‌در این شهر قرار دارد.

## آب و هوا
اسکی‌شهر دارای آب و هوای سرد نیمه‌خشک است و اقلیم آن جزو آب و هوای قاره‌ای معتدل رده‌بندی می‌شود. این شهر دارای زمستان‌های سرد، برفی و تابستان‌های گرم و خشک است. بارندگی بیشتر در فصول بهار و پاییز اتفاق می‌افتد. به دلیل ارتفاع زیاد اسکی‌شهر و تابستان‌های خشک آن، دمای شبانه در ماه‌های تابستان پایین است. میزان بارندگی کم است، اما بارندگی پراکنده را می‌توان در طول سال مشاهده کرد.